# Володушка
Володу́шка (лат. Bupleúrum) — род растений семейства Зонтичные (Apiaceae), распространённых преимущественно в Евразии и Северной Африке.
Многолетние или однолетние травянистые растения, реже полукустарники и кустарники. Растёт на влажных лугах, на склонах, приморских обрывах.

## Ботаническое описание
Корень мощный, стержневой.

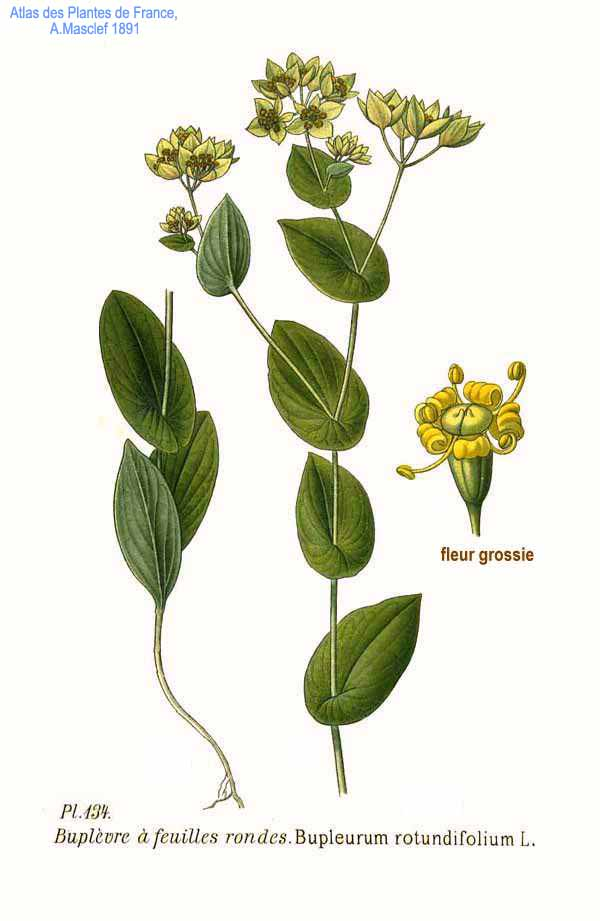
Володушка круглолистная — типовой вид рода.

Стебель прямой, до 1 м высотой. Листья прикорневые более длинные, средние и верхние короче нижних. Листья володушки, похожие на огуречные, имеют голубоватый отлив, так как покрыты восковым налётом.
Цветки с загнутыми внутрь лепестками. Цветёт в июне — июле
Плод — семянка. Плодоносит в июле — августе.

## Виды
По информации базы данных The Plant List, род включает 208 видов. Некоторые из них:
- Bupleurum aureum Fisch. ex Hoffm. — Володушка золотистая
- Bupleurum falcatum L. — Володушка серповидная
- Bupleurum martjanovii Krylov — Володушка Мартьянова
- Bupleurum multinerve DC. — Володушка многожильчатая
- Bupleurum rotundifolium L. typus[3] — Володушка круглолистная
- Bupleurum scorzonerifolium Willd. — Володушка козелецелистная
- Bupleurum veronense Turra — Володушка веронская

## Значение и применение
Лекарственное значение имеют четыре вида володушки: 
- Bupleurum aureum Fisch. ex Hoffm. — Володушка золотистая
- Bupleurum scorzonerifolium Willd. — Володушка козелецелистная
- Bupleurum multinerve DC. — Володушка многожильчатая
- Bupleurum komarovianum Lincz. — Володушка Комарова[6]